# Puthuvype
Puthuvype es una ciudad censal situada en el distrito de Ernakulam en el estado de Kerala (India). Su población es de 23717 habitantes (2011). Se encuentra a 8 km de Cochín y a 65 km de Thrissur.

## Demografía
Según el censo de 2011 la población de Puthuvype era de 23717 habitantes, de los cuales 11593 eran hombres y 12124 eran mujeres. Puthuvype tiene una tasa media de alfabetización del 96,68%, superior a la media estatal del 94%: la alfabetización masculina es del 97,69%, y la alfabetización femenina del 95,64%.